# Pietro Auletta
Pietro Auletta (Sant'Angelo a Scala, 1698 circa – Napoli, settembre 1771) è stato un compositore italiano.
Dopo esser giunto a Napoli, studiò musica al Conservatorio di Sant'Onofrio a Porta Capuana sotto l'insegnamento di A. Amendola e di Nicola Porpora e verso il 1724 fu nominato maestro di cappella della Chiesa di Santa Maria la Nova. Nel 1725 scrisse la sua prima opera buffa, Il trionfo dell'amore ovvero Le nozze tra amici; gli anni successivi videro le rappresentazioni di suoi nuovi lavori: nel 1726 La Carlotta, la sua seconda opera comica, e nel 1729 l'Ezio, la sua prima opera seria, la quale fu presentata a Roma. Per il carnevale del 1737 mise in scena la sua commedia Orazio; questa opera ebbe subito un ampio successo, tant'è che per molti anni seguenti passo di mano in mano e fu rappresentata un gran numero di volte come pasticcio. Dal 1740 la sua produzione operistica subì un forte decremento fino ad arrivare al 1748, anno in cui diede la sua ultima opera.
Pietro Auletta ebbe un figlio, Domenico Auletta, che seguì le sue orme.

## Lavori

### Opere
- Il trionfo dell'amore ovvero Le nozze tra amici (opera comica, libretto di Carlo de Palma, 1725, Napoli)
- La Carlotta (opera comica, libretto di Bernardo Saddumene, 1726, Napoli)
- Ezio (opera eroica, libretto di Pietro Metastasio, 1729, Roma)
- Orazio (commedia per musica, libretto di Antonio Palomba, 1737, Napoli; rappresentata anche come L'impressario a Verona nel 1748, come L'impresario a Torino nel 1748, come Impresario abbandonato a Monaco nel 1749, come El maestro de capilla a Barcellona nel 1750 ed Il maestro di musica all'Académie Royale de Musique di Parigi nel 1752)[1]
- Il Marchese Sgrana (dramma per musica, libretto di Antonio Palomba, 1738, Napoli)
- Demetrio (libretto di Pietro Metastasio, 1738)
- La locandiera (scherzo comico per musica, libretto di Gennaro Antonio Federico, 1738, Teatro San Carlo di Napoli con Francesco Ciampi)
- Don Chichibio (opera comica, 1739, Napoli)
- L'amor costante (commedia per musica, libretto di Antonio Palomba, 1739, Napoli)
- Intermezzo per il matrimonio dell'Infante Felipe (1739, Madrid)
- L'impostore (commedia per musica, libretto di Carlo Fabozzi, 1740, Napoli)
- Caio Fabricio (dramma per musica, libretto di Apostolo Zeno, 1742, Teatro Regio di Torino) diretta da Giovanni Battista Somis
- Il Marchese di Spartivento ovvero Il cabalista ne sa men del caso (farsetta, 1747, Roma)
- Il conte immaginario (intermezzo, 1740, Venezia)
- Didone abbandonata (dramma per musica, libretto di Pietro Metastasio, 1759, Firenze)
- Conte Schizza (intermezzo per musica)
- Zenobia

### Musica sacra
- Il martirio di Santa Ferma Vergine (oratorio, 1722, Civitavecchia)
- Oratorio sacro (1745, Napoli)
- Ave maris stella per 5 voci, archi e organo
- Christus factus est per 4 voci, oboe, 2 violini, viola e basso continuo
- De profundis per soprano, 2 violini e basso continuo
- Duetto per 2 voci, 2 violini, 2 oboi, 2 corni e basso continuo
- Salve regina per 3 voci e organo
- De profundis per soprano e orchestra
- Omnes gentes (mottetto per soprano, archi e organo)

### Altri lavori
- Sinfonia per 2 oboi, 2 corni, 2 violini e viola
- Sulla nascente erbetta (cantata, 1718)